# 248-й истребительный авиационный полк (второго формирования)
248-й истребительный авиационный Пражский Краснознамённый полк (248-й иап) — воинская часть Военно-воздушных сил (ВВС) Вооружённых Сил РККА, принимавшая участие в боевых действиях Великой Отечественной войны.

## Наименования полка

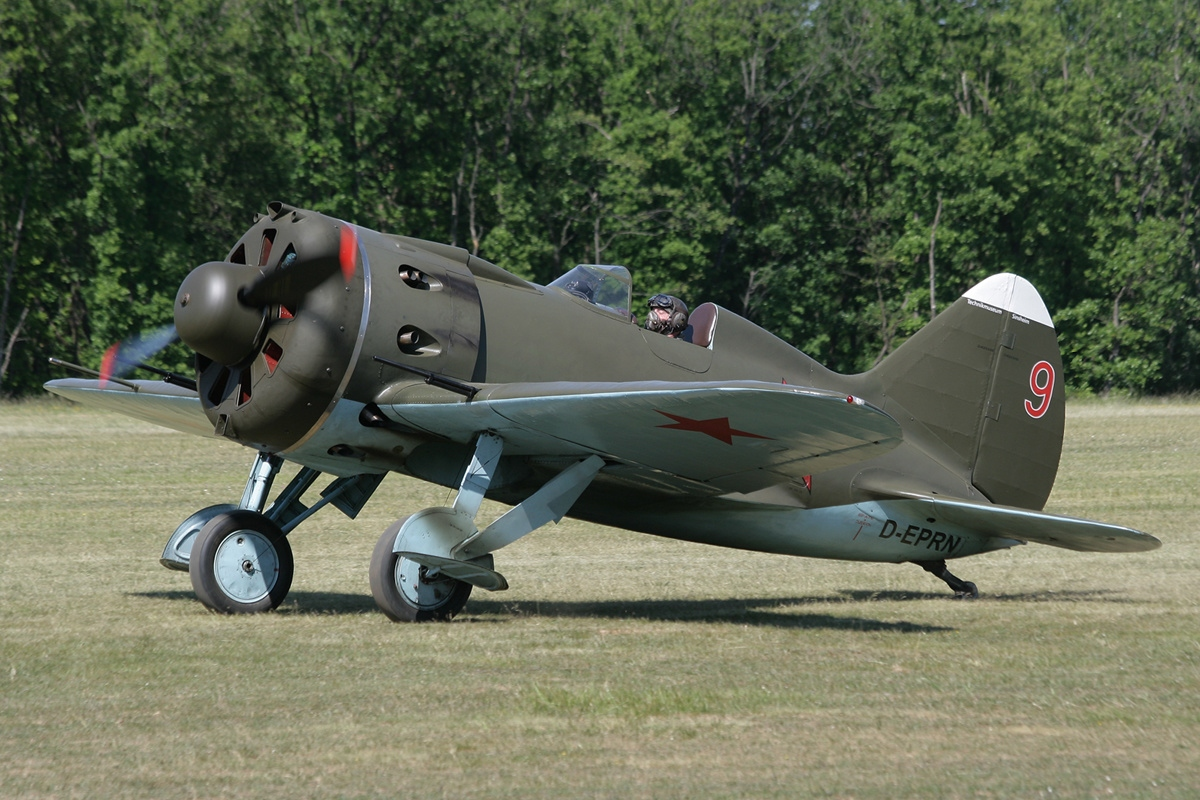
И-16

- Истребительный авиационный полк Сталинградских курсов (школы)
- Сталинградский истребительный авиационный полк;
- 248-й истребительный авиационный полк;
- 248-й истребительный авиационный Краснознамённый полк;
- 248-й истребительный авиационный Пражский Краснознамённый полк;
- 9-й истребительный авиационный полк Войска Польского;
- Полевая почта 29678.

## Создание полка
Полк сформирован как Сталинградский истребительный авиационный полк из личного состава Сталинградской ВАШП в составе двух эскадрилий: 1-я аэ на самолётах Як-1, 2-я аэ — на И-16. Формирование проходило в боевой обстановке. Сталинградский истребительный авиационный полк 23 ноября 1941 года был переименован в 248-й истребительный авиационный полк.

## Переформирование полка
248-й истребительный авиационный Пражский Краснознамённый полк 4 октября 1944 года переформирован в Харьковском военном округе в 9-й истребительный авиационный полк Войска Польского с передачей в состав ВВС Войска польского.

## В действующей армии
В составе действующей армии:
- с 23 ноября 1941 года по 20 марта 1942 года,
- с 18 мая 1942 года по 25 июля 1942 года,
- с 18 августа 1942 года по 19 февраля 1943 года,
- с 28 мая 1943 года по 13 августа 1943 года,
- с 1 октября 1943 года по 21 сентября 1944 года.

## Командиры полка
| Звание              | Имя                            | Период                  | Примечание |
| ------------------- | ------------------------------ | ----------------------- | ---------- |
| майор               | Крикун Григорий Михайлович     | 22.10.1941 — 14.05.1942 |            |
| полковник           | Татанашвили Евстафий Захарович | 14.05.1942 — 18.09.1942 |            |
| капитан, майор      | Зиновьев Александр Павлович    | 18.09.1942 — 18.04.1943 |            |
| майор, подполковник | Абалтусов Иван Николаевич      | 20.04.1943 — 14.02.1944 | погиб      |
| подполковник        | Мухин Владимир Сергеевич       | 28.02.1944 — 16.10.1944 |            |

## В составе соединений и объединений
| Период        | Фронт (округ)                        | армия                            | корпус                                | дивизия                                      | примечание                                                          |
| ------------- | ------------------------------------ | -------------------------------- | ------------------------------------- | -------------------------------------------- | ------------------------------------------------------------------- |
| 23.11.1941 г. | Южный фронт                          | 56-я армия                       | ВВС 56-й армии                        |                                              | переименован в 248-й иап, И-16, Як-1                                |
| 23.11.1941 г. | Южный фронт                          | 56-я армия                       | ВВС 56-й армии                        |                                              | имел 9 И-16 и 8 Як-1                                                |
| 21.01.1942 г. | Южный фронт                          | ВВС Южного фронта                |                                       |                                              | И-16, Як-1                                                          |
| 21.03.1942 г. | Южный фронт                          | ВВС Южного фронта                |                                       |                                              | убыл на доукомплектование и переучивание                            |
| 11.04.1942 г. | Приволжский военный округ            | ВВС Приволжского военного округа |                                       | 8-й запасной истребительный авиационный полк | Як-1, Багай-Барановка Саратовской области                           |
| 18.05.1942 г. | Юго-Западный фронт                   | ВВС Юго-Западного фронта         | 3-я ударная авиационная группа        |                                              | Як-1                                                                |
| 29.05.1942 г. | Юго-Западный фронт                   | 8-я воздушная армия              |                                       | 220-я истребительная авиационная дивизия     | Як-1                                                                |
| 22.06.1942 г. | Юго-Западный фронт                   | 8-я воздушная армия              |                                       | 220-я истребительная авиационная дивизия     | Передал 6 Як-1 в 273-й иап и отправлен на отдых в с. Михайловское   |
| 26.07.1942 г. | Приволжский военный округ            | ВВС Приволжского военного округа |                                       | 8-й запасной истребительный авиационный полк | Доукомплектован, Багай-Барановка Саратовской области                |
| 10.08.1942 г. | Московский военный округ             | ВВС Московского военного округа  |                                       |                                              | авиазавод № 301, Химки                                              |
| 16.08.1942 г. | Западный фронт                       | 1-я воздушная армия              |                                       | 234-я истребительная авиационная дивизия     | Як-7Б                                                               |
| 31.08.1942 г. | Западный фронт                       | 1-я воздушная армия              |                                       | 202-я истребительная авиационная дивизия     | Як-7Б                                                               |
| 18.09.1942 г. | Западный фронт                       | 1-я воздушная армия              |                                       | 204-я бомбардировочная авиационная дивизия   | Як-7Б                                                               |
| 01.10.1942 г. | Западный фронт                       | 1-я воздушная армия              |                                       | 234-я истребительная авиационная дивизия     | Як-7Б                                                               |
| 07.03.1943 г. | Резерв Верховного Главнокомандования | Авиация Резерва ВГК              | 4-й смешанный авиационный корпус      | 234-я истребительная авиационная дивизия     | Як-7Б                                                               |
| 05.05.1943 г. | Степной военный округ                | 5-я воздушная армия              | 4-й смешанный авиационный корпус      | 234-я истребительная авиационная дивизия     | в резерве 5-й воздушной армии                                       |
| 28.05.1943 г. | Брянский фронт                       | 15-я воздушная армия             | 4-й смешанный авиационный корпус      | 234-я истребительная авиационная дивизия     | Як-7Б                                                               |
| 06.07.1943 г. | Центральный фронт                    | 16-я воздушная армия             | 4-й смешанный авиационный корпус      | 234-я истребительная авиационная дивизия     | На короткий период интенсивных оборонительных боев                  |
| 14.07.1943 г. | Брянский фронт                       | 15-я воздушная армия             | 4-й смешанный авиационный корпус      | 234-я истребительная авиационная дивизия     |                                                                     |
| 15.08.1943 г. | Резерв Верховного Главнокомандования | Авиация Резерва ВГК              |                                       | 234-я истребительная авиационная дивизия     | аэр. Дягилево Рязанской области, Як-9Т                              |
| 01.10.1943 г. | Центральный фронт                    | 16-я воздушная армия             | 6-й истребительный авиационный корпус | 234-я истребительная авиационная дивизия     | Як-9Т                                                               |
| 20.10.1943 г. | Белорусский фронт                    | 16-я воздушная армия             | 6-й истребительный авиационный корпус | 234-я истребительная авиационная дивизия     | Як-9Т                                                               |
| 17.02.1944 г. | 1-й Белорусский фронт                | 16-я воздушная армия             | 6-й истребительный авиационный корпус | 234-я истребительная авиационная дивизия     | Як-9Т                                                               |
| 01.04.1944 г. | 1-й Белорусский фронт                | 16-я воздушная армия             | 6-й истребительный авиационный корпус | 234-я истребительная авиационная дивизия     | в резерве 16-й ВА, пополнен Як-1Б и Як-9Д                           |
| 24.06.1944 г. | 1-й Белорусский фронт                | 16-я воздушная армия             | 6-й истребительный авиационный корпус | 234-я истребительная авиационная дивизия     | Як-1Б, Як-9                                                         |
| 18.08.1944 г. | 1-й Белорусский фронт                | 16-я воздушная армия             |                                       | 282-я истребительная авиационная дивизия     | Як-1Б, Як-9Т                                                        |
| 04.10.1944 г. | Харьковский военный округ            | ВВС Харьковского военного округа |                                       |                                              | переформирован 9-й истребительный авиационный полк Войска Польского |

## Участие в операциях и битвах

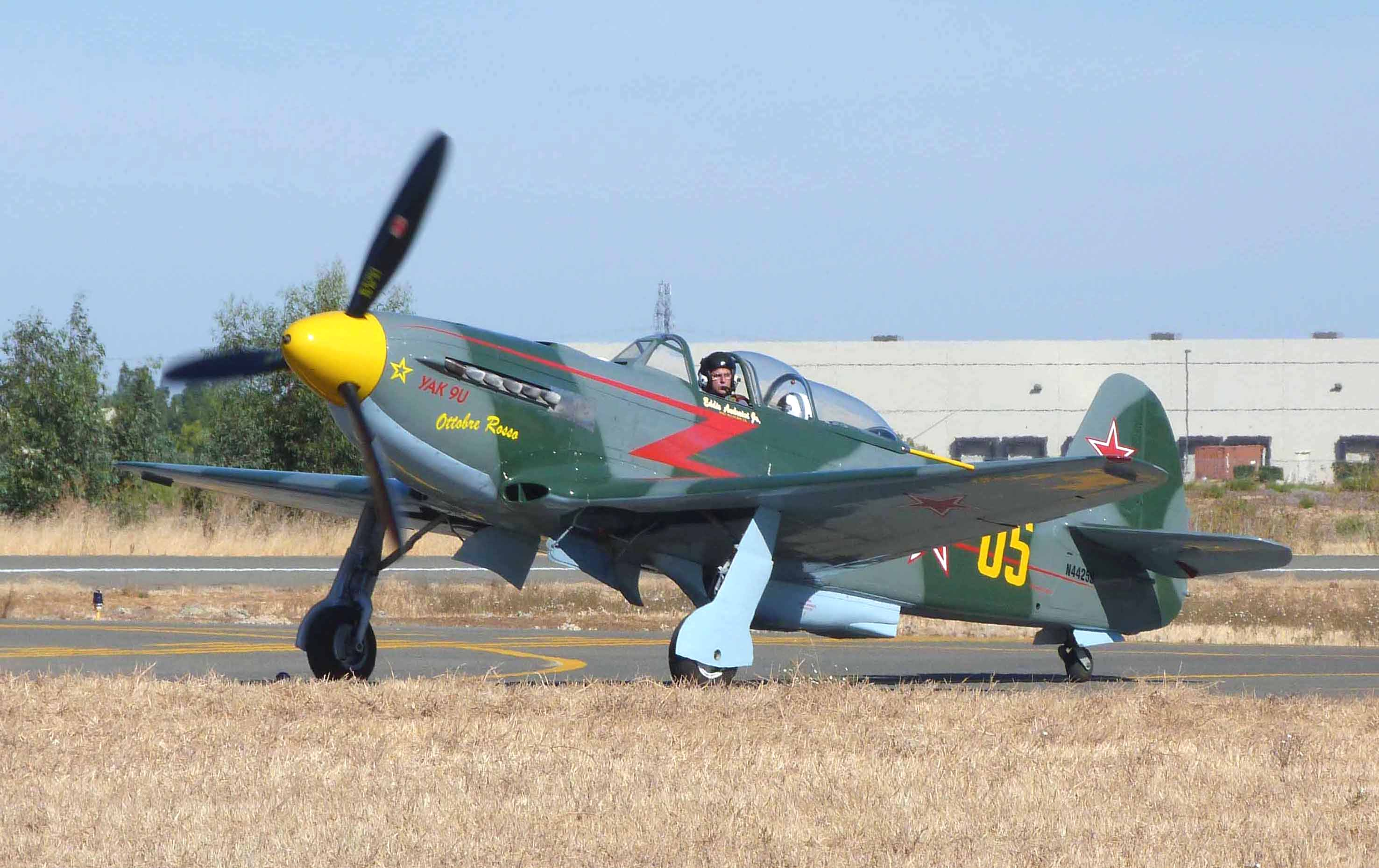
Як-9У

- Большекрепинская наступательная операция — с 17 ноября 1941 года по 23 ноября 1941 года.
- Наступательная операция по освобождению Ростова — с 27 ноября 1941 года по 2 декабря 1941 года.
- Харьковская операция — с 12 мая 1942 года по 25 мая 1942 года
- Ржевско-Вяземская наступательная операция 1943 года — с 1 марта 1943 года по 30 марта 1943 года
- Курская битва — с 12 июля 1943 года по 18 августа 1943 года
- Черниговско-Припятская операция — с 26 августа 1943 года по 30 сентября 1943 года.
- Белорусская операция «Багратион» — с 23 июня 1944 года по 29 августа 1944 года.
- Бобруйская операция — с 24 июня 1944 года по 29 июня 1944 года.
- Минская операция — с 29 июня 1944 года по 4 июля 1944 года.
- Барановичская операция — с 5 июля 1944 года по 16 июля 1944 года.
- Люблин-Брестская операция — с 18 июля 1944 года по 2 августа 1944 года.

## Почётные наименования
248-му Краснознамённому истребительному авиационному полку 31 октября 1944 года за отличие в боях за овладение крепостью Прага присвоено почётное наименование «Пражский».

## Награды
248-й истребительный авиационный полк за образцовое выполнение заданий командования в боях с немецкими захватчиками, за овладение городом Брест и проявленные при этом доблесть и мужество Указом Президиума Верховного Совета СССР от 10 августа 1944 года награждён орденом «Боевого Красного Знамени».

## Благодарности Верховного Главнокомандования
За проявленные образцы мужества и героизма Верховным Главнокомандующим лётчикам полка в составе дивизии объявлены благодарности:
- За овладение городом Брест[5].
- За овладение крепостью Прага[6].

За проявленные образцы мужества и героизма Верховным Главнокомандующим лётчикам полка в составе корпуса объявлены благодарности:
- За прорыв сильно укреплённой обороны немцев, прикрывающей Бобруйское направление[7] .
- За овладение городом Барановичи и Барановичским укреплённым районом[8].
- За форсирование реки Шара и за овладение городами Слоним и Лунинец[9].

| Як-7УТ | Як-9УМ | Як-7 |

## Отличившиеся воины дивизии
- Мирошниченко Дмитрий Григорьевич, старший лейтенант, командир эскадрильи 248-го истребительного авиационного полка 234-й истребительной авиационной дивизии 6-го истребительного авиационного корпуса 16-й воздушной армии 26 октября 1944 года удостоен звания Герой Советского Союза. Золотая Звезда № 4518
- Карасёв Александр Никитович, лётчик полка в ноябре 1941 — апреле 1942 гг., удостоен звания Герой Советского Союза будучи командиром звена 9-го гвардейского истребительного авиационного полка. Золотая Звезда № 1138.
- Кузнецов Сергей Алексеевич, лётчик полка в 1942 — июль 1944 гг., удостоен звания Герой Советского Союза будучи штурманом 233-го истребительного авиаполка 234-й истребительной авиадивизии 16-й воздушной армии 1-го Белорусского фронта. Золотая Звезда № 3076.

## Статистика боевых действий
Всего годы Великой Отечественной войны полком:
| Выполнено боевых вылетов | Проведено воздушных боев | Сбито самолётов в воздухе | Уничтожено самолётов всего |
| ------------------------ | ------------------------ | ------------------------- | -------------------------- |
| 4826                     | 291                      | 230                       | 241                        |

Свои потери:
| Потеряно самолётов, всего | Погибло лётчиков всего |
| ------------------------- | ---------------------- |
| 77                        | 45                     |

## Самолёты на вооружении
| Период      | Самолёты |
| ----------- | -------- |
| 1941 — 1941 | И-16     |
| 1941 — 1942 | Як-1     |
| 1942 — 1943 | Як-7Б    |
| 1943 — 1944 | Як-9Т    |
| 1944 — 1944 | Як-9Д    |
| 1944 — 1944 | Як-1Б    |